# Cumiès
Cumiès é uma comuna francesa na região administrativa de Occitânia, no departamento de Aude. Estende-se por uma área de 3,92 km². Em 2010 a comuna tinha 37 habitantes (densidade: 9,4 hab./km²).